# Steve Cook
Steve Anthony Cook (Hastings, Anglia, 1991. április 19. –) angol labdarúgó, aki jelenleg a Nottingham Forestben játszik hátvédként. Középhátvédként és jobbhátvédként is képes pályára lépni.

## Pályafutása
Cook a Brighton & Hove Albionnál kezdett el futballozni. Az első csapatban 2008. szeptember 24-én, egy Manchester City ellen megnyert Ligakupa-meccsen debütált, csereként. November 18-án szintén csereként állt be a Hartlepool United ellen újrajátszott FA Kupa-mérkőzésen, melyen a Brighton 2-1-es vereséget szenvedett.
2008. december 23-án kölcsönben hat hétre a hatodosztályban szereplő Havant & Waterlooville-hez igazolt. Visszatérése után egy Luton Town elleni Football League Trophy-meccsen ismét lehetőséget kapott csereként a Brightonban. A bajnokságban először 2009. február 28-án, egy Crewe Alexandra ellen 4-0-ra elveszített találkozón léphetett pályára.
2009. május 7-én Cook két társával, Steve Brinkhursttel és Josh Pellinggel együtt megkapta első profi szerződését. 2009. november 20-án ismét kölcsönadták, hogy tapasztalatot gyűjtsön, ezúttal az Eastleigh-hez került. Másnap be is mutatkozott a klubban, egy Lewes elleni FA Trophy-találkozón, ahol piros lapot kapott.
2010. szeptember 16-án egy hónapra kölcsönvette az ötödosztályú Eastbourne Borough, ahol hét meccsen játszott és egy gólt szerzett. A csapat szerette volna meghosszabbítani kölcsönszerződését, de végül a szintén ötödosztályú Mansfield Townhoz került, 2011 januárjáig. A Brighton & Hove Albion akkori menedzsere, Gus Poyet azzal magyarázta döntését, hogy Cook sokkal érettebb, felnőttebb labdarúgóként fog visszatérni, ha egy kis időt szülőföldjén, Sussex megyén kívül kell töltenie.
2011 szeptemberében Cook több mint két és fél év után ismét lehetőséget kapott a Brighton első csapatában, egy Liverpool elleni Ligakupa-mérkőzésen. 2011. október 27-én aztán újra kölcsönadták, ezúttal a Bournemouth-nak. 2012. január 3-án a Bournemouth véglegesen is leigazolta Cookot, 150 ezer fontot fizetve érte.

## Külső hivatkozások
- Steve Cook pályafutásának statisztikái a Soccerbase oldalon (angolul)